# José Veiga Simão
José Veiga Simão GCC • GCSE • GOI • GCIH • GCIP (Guarda, 13 de fevereiro de 1929 – Lisboa, 3 de maio de 2014) foi um professor de Física e político português.

## Biografia
Licenciou-se em Ciências Físico-Químicas na Faculdade de Ciências da Universidade de Coimbra, em 1951, e doutorou-se em Física Nuclear na Universidade de Cambridge, em 1957.
Professor catedrático da Faculdade de Ciências da Universidade de Coimbra a partir de 1961, foi nomeado, em 1962, como primeiro reitor dos Estudos Gerais Universitários de Moçambique, tendo sido o responsável pelo período inicial de vida desta instituição, até 1970.
Em 1970 foi nomeado por Marcelo Caetano como Ministro da Educação Nacional, funções que cessaria com a Revolução de 25 de Abril de 1974. Durante o seu mandato neste cargo, afirmou-se como defensor da democratização do ensino, foi responsável pela criação das universidades Nova de Lisboa, do Minho, e de Aveiro, e do Instituto Universitário de Évora em 1973, e pela publicação da Lei n.º 5/73, de 25 de julho.
Foi embaixador de Portugal nas Nações Unidas, entre 1974 e 1975, ano em que se estabeleceu nos Estados Unidos. Durante a sua estada foi visiting fellow da Universidade de Yale, consultor do National Assessment and Dissemination Center e dirigiu a Portuguese Heritage Foundation.
Quando regressou a Portugal foi presidente do Laboratório Nacional de Engenharia e Tecnologia Industrial, de 1978 a 1983, e contratado como professor catedrático da Universidade da Beira Interior, entre 1985 e 1992.
Voltou ao exercício de funções políticas com a sua eleição como deputado à Assembleia da República, pelo Partido Socialista, em 1983, tendo assumido o cargo de ministro da Indústria e Energia no Bloco Central, até 1985. Em novembro de 1997, António Guterres nomeou-o ministro da Defesa do XIII Governo Constitucional. Como ministro lançou um concurso internacional para a compra de dois submarinos para a marinha portuguesa em 1998. Demitiu-se em maio de 1999, após ter enviado à Comissão de Inquérito Parlamentar à gestão do Serviços de Informações Estratégicos de Defesa e Militares (SIEDM), na Assembleia da República, um relatório de auditoria ao SIEDM, que incluía uma lista com os nomes e vencimentos dos agentes do SIEDM sem a classificação de segredo de Estado, a qual acabou publicada pela comunicação social.
Morreu de doença prolongada no Hospital dos Lusíadas, em Lisboa, no dia 3 de maio de 2014.
Era irmão do Coronel Júlio Veiga Simão, oficial da Ordem Militar de Avis a 8 de janeiro de 1960 e comendador da mesma Ordem a 2 de maio de 1972.

## Funções políticas e governativas
- Ministro da Educação Nacional (1970–1974)
- Embaixador de Portugal nas Nações Unidas (1974–1975)
- Deputado pelo Partido Socialista pelo Distrito da Guarda (1983–1985)
- Ministro da Indústria e Energia (1983–1985)
- Ministro da Defesa Nacional (1997–1999)

## Homenagens

### Condecorações[10]
- Grande-Oficial da Ordem do Império: 22 de julho de 1968
- Grã-Cruz da Ordem Militar de Nosso Senhor Jesus Cristo: 24 de janeiro de 1973
- Grã-Cruz da Ordem do Infante D. Henrique: 18 de março de 1986
- Grã-Cruz da Ordem da Instrução Pública: 26 de março de 1991
- Grã-Cruz da Antiga, Nobilíssima e Esclarecida Ordem Militar de Sant'Iago da Espada, do Mérito Científico, Literário e Artístico: 23 de junho de 1992

### DoutoramentosHonoris Causa
- Universidade de Witwatersrand (Joanesburgo)
- Universidade Eduardo Mondlane (Maputo)
- Lesley College (Cambridge, Condado de Middlesex, Massachusetts)
- Universidade de Évora
- Universidade de Aveiro (1988)[11]
- Universidade do Minho
- Universidade da Beira Interior
- ISCTE-Instituto Universitário de Lisboa

### Outras
A 3 de setembro de 1972 foi feito Sócio Honorário do Ginásio Clube Figueirense.